# Ibrahima Dahirou Dembélé
Ibrahima Dahirou Dembélé, né le 9 janvier 1967 à Ségou, est un général de l'armée malienne.  Il est ministre de la Défense du 5 mai 2019 au 18 août 2020.

## Biographie

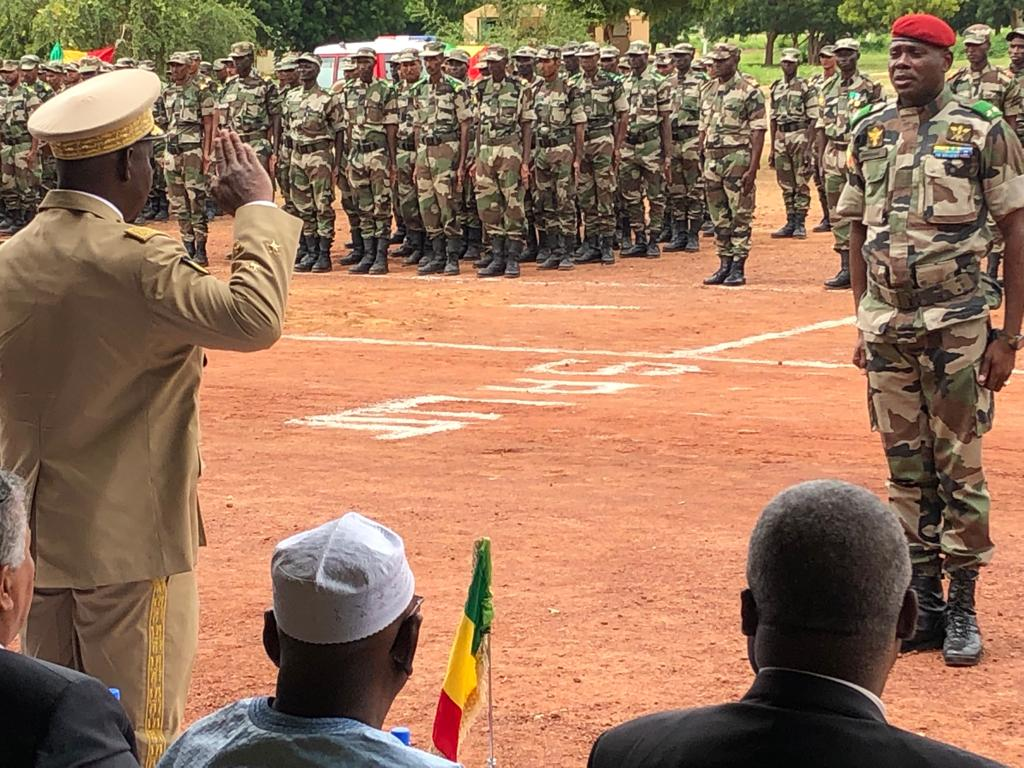
Ibrahima Dahirou Dembélé (gauche) salue le général Kéba Sangaré, chef d'état-major de l'Armée de terre, au camp de Bafo (près de Ségou) le 8 septembre 2019.

Ibrahima Dahirou Dembélé naît le 9 janvier 1967 à Ségou, au Mali.
Il est issu de la première promotion du Prytanée militaire de Kati renouvelé en 1981. En 1988, il intègre EMIA de Koulikoro. Après de sa sortie de l'école en 1991, il sert dans différentes unités au Nord et au Centre du Mali.
Àpres le coup militaire d'État du 21 mars 2012, il devient chef d'État-Major le 28 mars. Il est limogé le 9 novembre 2013 par le président Ibrahim Boubacar Keïta récemment élu et remplacé par le général Mahamane Touré. Accusé de « complicité passive » dans le cadre de l'affaire judiciaire de l'assassinat de 21 parachutistes anti-junte, son contrôle judiciaire est levé en janvier 2018 et il réintègre l'armée. Bien que son procès n'ait pas encore eu lieu, il est nommé ministre de la Défense le 5 mai 2019 dans le gouvernement Boubou Cissé.
Il fait partie des personnalités politiques maliennes arrêtées par les soldats mutins pendant le coup d'État de 2020 au Mali.

## Décorations
|  |  |  |  |
|  |  |  |  |
|  |  |  |  |

Il a reçu les décorations suivantes :
- Médaille commémorative de la campagne du Mali
- Médaille commémorative de la campagne Flamme de la Paix
- Croix de la valeur militaire du Mali (it)
- Médaille de la mission des Nations unies au Liberia
- Médaille de la mission des Nations unies au Soudan du Sud
- Médaille du mérite militaire du Mali (it)
- Officier de l’ordre national du Mali
- Médaille d’Or de la Défense nationale française
- Médaille du service de la Politique européenne de sécurité et de défense
- Commandeur de l'ordre national du Mérite français